# Ekedalen
Ekedalen è un'area urbana della Svezia situata nel comune di Tidaholm, contea di Västra Götaland.
La popolazione rilevata nel censimento 2010 era di 404 abitanti .